# Savoy (Massachusetts)
Pour les articles homonymes, voir Savoy.
Savoy est une ville du Comté de Berkshire dans l’État du Massachusetts.
Elle a été incorporée en 1797.
Sa population était de 645 habitants en 2020.